# Markku Jäsperi
Markku Juhani Jäsperi, född 16 augusti 1964, är en långdistanslöpare i Sverigeeliten 1990 - 1999. Han har sprungit för två klubbar, först Brevens IF till 1996 då han bytte till Enhörna IF. Han bytte tillbaka till Brevens IF 2000. Han har bland annat sprungit halvmaraton på 1:07:14, milen på 30:58, 5 km på 15:05 och maraton på 2.34.12. Han har deltagit i Stockholm Marathon 1989, 1990, 1993, 1996, 2005 och 2006.